# سفارة تشاد في مصر
سفارة تشاد لدى مصر هي الممثلية الدبلوماسية العليا لدولة تشاد لدى جمهورية مصر العربية. جزيرة ميت عقبة، حي العجوزة، الجيزة، 

## السفارة
جزيرة ميت عقبة، حي العجوزة، الجيزة·

## اقرأ أيضا
- قائمة البعثات الديبلوماسية في مصر
- وزارة الخارجية المصرية
- قائمة رحلات عبد الفتاح السيسي الخارجية في الفترة الرئاسية الأولى
- قائمة رحلات عبد الفتاح السيسي الخارجية في الفترة الرئاسية الثانية
- قائمة رحلات عدلي منصور الرئاسية الخارجية